# Dur Dur D’être Bébé!
A Dur Dur D’être Bébé!  című dal a francia Jordy első dala az 1992-ben megjelent Pochette Surprise albumról. A kislemez 1992 szeptemberében jelent meg, és jelentős sikert ért el az egész világon, különösen Franciaországban.

## Előzmények
Jordy pár évesként televíziós reklámokban pelenkát reklámozott, azonban édesapjának az az ötlete támadt, mi lenne, ha Jordy énekesként is kipróbálná magát. Az eredményt jól fogadták a diszkókban, és a rádióállomásokon is.
A dalnak köszönhetően Jordy bekerült a Guinness rekordok könyvébe is, mint a legfiatalabb énekes, akinek slágerlistás dala született. Ezt a bravúrt 1992 októberében érte el a mindössze négy és fél éves Jordy. A korábbi rekordot Elisa Unghini vezette mindössze 13 évesen. a Dur Dur d'etre bebe a Billboard Hot 100-as listán az 58. helyig jutott.

## Feldolgozások
- 1993-ban a portugál Ana Faria és csapata az Onda Choc, Que Vida A De Um Bebé! című saját változatát készítette el, mely Viva o Verão nevű albumukon is szerepel.[1]
- A dalt 2010-ben Lily baba is előadta, mely a 15. helyig jutott a slágerlistán.[2]

## Megjelenések
CD Maxi  Franciaország Editions Gavroche – LT 5267592 2
1. Dur Dur D'être Bébé ! (Single Mix) - 3:24
2. Dur Dur D'être Bébé ! (Club Mix) - 5:21
3. Dur Dur D'être Bébé ! (Dob Mix) - 5:21
4. Dur Dur D'être Bébé ! (Techno Mix) - 4:07
5. Dur Dur D'être Bébé ! (A Capella) - 0:37

## Slágerlista és eladások
| Slágerlista (1992–1993)              | Legjobb helyezés |
| ------------------------------------ | ---------------- |
| Ausztrália (ARIA)                    | 37               |
| Ausztria (Ö3 Austria Top 40)         | 3                |
| Belgium (VRT Top 30 Flanders)        | 3                |
| Finnország (Suomen virallinen lista) | 2                |
| Franciaország (SNEP)                 | 1                |
| Hollandia (Dutch Top 40)             | 3                |
| Új-Zéland (RIANZ)                    | 8                |
| Norvégia (VG-lista)                  | 5                |
| Spanyolország (AFYVE)                | 1                |
| Svédország (Sverigetopplistan)       | 14               |
| Svájc (Schweizer Hitparade)          | 20               |
| U.S. Billboard Hot 100               | 58               |
| U.S. Billboard Hot Latin Tracks      | 11               |

| Év végi slágerlista (1993) | helyezés |
| -------------------------- | -------- |
| Dutch Top 40               | 89       |

| Ország        | Díjak   | Dátum | Eladások | "Fizikai" eladások |
| ------------- | ------- | ----- | -------- | ------------------ |
| Franciaország | Platina | 1993  | 500,000  | 751,000            |